# Giancarlo Alvarado
Giancarlo Carlos Alvarado (Santurce, 24 gennaio 1978) è un giocatore di baseball portoricano, free agent dal 2015.

## Carriera

### Minor League (MiLB) e Chinese Professional Baseball League (CPBL)
Alvarado firmò il 12 febbraio 2001 come free agent con i Cleveland Indians, il 19 gennaio 2004 venne svincolato. Giocò nel 2004 nella Chinese Professional Baseball League (CPBL), la lega professionistica di Taiwan, con i Macoto Cobras. Nel 2006 giocò con 3 squadre finendo con 6 vittorie e 3 sconfitte, 2.82 di ERA in 42 partite di cui una da partente (67.0 inning). Nel 2007 giocò coi Sultanes de Monterrey AAA finendo con 7 vittorie e una sconfitta, 3.09 di ERA e .259 alla battuta contro di lui in 14 partite di cui 13 da partente di cui uno giocato interamente senza subire punti(75.2 inning).
Nel 2008 giocò coi Salt Lake Bees AAA finendo con 7 vittorie e 5 sconfitte, 4.27 di ERA e .245 alla battuta contro di lui in 26 partite di cui 23 da partente di cui uno giocato interamente (130.2 inning). Nel 2008 giocò anche nella CPBL di Taiwan, con i Uni-President 7-Eleven Lions. Nel 2009 con gli Albuquerque Isotopes AAA finì con 13 vittorie e 10 sconfitte, 3.49 di ERA e .240 alla battuta contro di lui in 27 partite di cui 25 da partente di cui uno giocato interamente (152.1 inning).
Nel 2013 giocò con due squadre terminando con 5 vittorie e 6 sconfitte, 3.70 di ERA e .284 alla battuta contro di lui in 20 partite di cui 19 da partente (97.1 inning). Nel 2014 iniziò la stagione con i Las Vegas 51s AAA.

### Nippon Professional Baseball
Tra il 2010 e il 2011 ha giocato per gli Hiroshima Toyo Carp e nel 2012 per gli Yokohama DeNA BayStars, entrambe squadre della Nippon Professional Baseball.

## Palmarès

### Individuale
- Caribbean Series All-Star

2009

### Nazionale
- World Baseball Classic:  Medaglia d'Argento

Team Porto Rico: 2013